# Mohsen Keffala
Mohsen Keffala est un footballeur international tunisien des années 1960. Il évolue alors au poste de défenseur avec le Stade tunisien et l'équipe de Tunisie.

## Biographie
Défenseur du Stade tunisien, il remporte le championnat tunisien en 1961, 1962 et 1965, ainsi que la coupe de Tunisie en 1962 et 1966.
Ces performances l'amènent avec les Aigles de Carthage : il est sélectionné pour la CAN 1963, mais sans pour autant jouer un match — la Tunisie est éliminée au premier tour — puis il participe à la coupe arabe des nations 1963, prenant part à tous les matchs, la Tunisie remportant cette fois-ci le tournoi.

## Palmarès
- Champion de Tunisie en 1961, 1962 et 1965 avec le Stade tunisien
- Vainqueur de la coupe de Tunisie en 1962 et 1966 avec le Stade tunisien